# Лунджешть (Бузеу)
Лунджешть, Лунджешті (рум. Lungești) — село у повіті Бузеу в Румунії. Входить до складу комуни Козієнь.
Село розташоване на відстані 102 км на північ від Бухареста, 31 км на північний захід від Бузеу, 120 км на захід від Галаца, 78 км на південний схід від Брашова.

## Населення
За даними перепису населення 2002 року у селі проживали 38 осіб, усі — румуни. Усі жителі села рідною мовою назвали румунську.